# Wang Shiwei
Wang Shiwei (chiń. 王世伟; ur. 11 sierpnia 1996 w Shenyangu) – chiński łyżwiarz szybki, srebrny medalista mistrzostw świata.

## Kariera
Zdobył srebrny medal w sprincie drużynowym na mistrzostwach świata na dystansach w Salt Lake City w 2020. 
Zajął także trzecie miejsce w biegu drużynowym na mistrzostwach czterech kontynentów w Quebecu w 2023.